# Элишка Пржемысловна
Элишка Пршемысловна (Пржемысловна) (чеш. Eliška Přemyslovna) или Елизавета Богемская (20 января 1292[…], Прага — 28 сентября 1330[…], Прага) — дочь короля Чехии и Польши Вацлава II, жена короля Чехии Яна Люксембургского и мать императора Карла IV, последняя представительница династии Пржемысловичей на чешском престоле.

## Биография
Элишка с детства воспитывалась в женском монастыре Святого Йиржи в Пражском Граде, где аббатисой была её тётка Кунгута.
После пресечения династии Пршемысловичей по мужской линии в 1306 году наследственные права на чешский престол перешли к четырём дочерям короля Вацлава II — Анне, Элишке, Маркете и Анежке. Чешское дворянство избрало королём мужа Анны Генриха Хорутанского. Несмотря на это, король Германии Альбрехт I Габсбургский передал Чешское королевство в лен своему сыну Рудольфу. После преждевременной смерти Рудольфа на юге Чехии в 1307 году на чешский трон, по решению дворянства, вернулись Генрих Хорутанский и Анна.
После того как Генрих Хорутанский вскоре восстановил против себя чешских панов, они решили заменить его на чешском престоле другой дочерью Вацлава II и её мужем. Для этой цели была выбрана Элишка — восемнадцатилетняя сестра королевы Анны. Элишка была предложена в жёны принцу Иоганну Люксембургскому, сыну императора Генриха VII, а в качестве приданого Иоганну была предложена чешская корона. Узнав об этом, Генрих Хорутанский попытался выдать Элишку за одного из лояльных ему панов, однако принцесса воспротивилась этому браку, после чего король запер её в одном из домов Старого города и держал как пленницу. В 1310 году пан Ян из Вартенберка вывез Элишку из Праги и укрыл от короля в Нимбурке. В том же году 18-летняя Элишка была доставлена в Шпайер, где вышла замуж за четырнадцатилетнего Иоганна Люксембургского, после чего император передал Чешское королевство ему в лен.
В 1311 году Иоганн (Ян) Люксембургский и Элишка Пршемысловна были коронованы в Праге королём и королевой Чехии. В 1317 году королева Элишка оказалась фактической правительницей Чехии, в то время как король Ян отправился на помощь королю Германии Людвигу IV, воевавшему с Фридрихом Австрийским. Почти сразу же против королевы поднялся открытый мятеж дворян во главе с паном Йиндржихом из Липы. Королеве не помогло даже увеличение количества иностранных наёмников в её войске и она укрылась в замке Локет, призывая оттуда на помощь своего мужа. Вернувшийся во главе иностранных войск Ян Люксембургский встретил упорное сопротивление подданных и в 1318 году его войска были разбиты паном Вилемом Зайицем из Вальдека между Жатецом и Кршивоклатом, однако вскоре при посредничестве германского короля Людвига между Яном и оппозицией было заключено мирное соглашение. По утверждению панов, Элишка задумала при поддержке пана Вилема Зайица и других своих приближённых низложить Яна Люксембургского и возвести на чешский трон их трёхлетнего сына Вацлава.
Примирившись с мятежными панами, среди которых был и Йиндржих из Липы, король Ян, ведя совместно с ними разгульный образ жизни, постепенно попал под их влияние. Паны же, стремясь полностью отстранить королеву Элишку от власти и лишить её влияния на мужа, последовательно настраивали против неё короля Яна и дошли до того, что в 1319 году сообщили ему о несуществующем заговоре против короля, во главе которого якобы стояла королева Элишка. Обезумевший от ярости король ринулся во главе войска к Локету, овладел замком, сослал королеву в Мельник, где приказал ей провести остаток жизни в одиночестве, а маленького Вацлава заточил с двумя няньками в тёмную башню Локета, где продержал его целых два месяца. Эти события послужили причиной восстания горожан Старого города, которые совместно с некоторыми панами (среди которых были Вилем Зайиц из Вальдека и Петр I из Рожмберка) пригласили королеву Элишку в Прагу. Король Ян при поддержке Йиндржиха из Липы подступил к Праге и начал штурмовать Старый город. После успешной защиты города, организованной панами Вилемом Зайицем и Петром из Рожмберка, было заключено мирное соглашение между королём, с одной стороны, и Старым городом и королевой Элишкой, с другой.
После возвращения короля Яна из Люксембурга в 1321 году между ним и Элишкой наладилось некоторое согласие, продолжавшееся впрочем недолго, поскольку паны, самовластно управлявшие страной, видели в королеве соперницу в борьбе за власть и всячески пытались настроить короля против жены. В конце концов, незадолго до битвы при Мюльдорфе (1322 год) Элишка бежала из Чехии и поселилась в Нижней Баварии у своего зятя герцога Генриха XIV. Королева вернулась в Чехию только в 1325 году, когда её муж окончательно убедился в необоснованности возводимых на неё обвинений.
Королева Элишка умерла от туберкулёза 1 октября 1330 года в доме своего сводного брата Яна Волека на Вышеграде и была похоронена рядом со своим отцом
Вацлавом II в Збраславском монастыре цистерцианцев.

## Брак и дети
Муж: с 1310 года Ян (Иоганн) Слепой (10 августа 1296 — 26 августа 1346), граф Люксембурга с 25 июня/3 июля 1310, король Чехии с 31 августа 1310, титулярный король Польши с 1310. Дети:
- Маргарита (8 июля 1313 — 11 июля 1341); муж: с 12 августа 1328 года Генрих XIV (29 сентября 1305 — 1 сентября 1339), герцог Нижней Баварии с 1310.
- Бонна (Йитка или Ютта) (21 мая 1315 — 11 сентября 1349); муж: с 6 августа 1332 года Иоанн II Добрый (26 апреля 1319 — 8 апреля 1364), король Франции с 1350.
- Вацлав (Карл) (14 мая 1316 — 29 ноября 1378), король Германии с 11 июля 1346 (под именем Карл IV), король Чехии с 26 августа 1346 (под именем Карел I), император Священной Римской империи с 5 апреля 1355.
- Пржемысл Отакар (22 ноября 1318 — 20 апреля 1320)
- Иоанн Генрих (Ян Йиндржих) (12 февраля 1322 — 12 ноября 1375), маркграф Моравии с 1349, граф Тироля в 1335—1341.
- Анна (27 марта 1323 — 3 сентября 1338); муж: с 16 февраля 1335 года Оттон (23 июля 1301 — 26 февраля 1339), герцог Австрии и Штирии с 1 мая 1330, герцог Каринтии (как Оттон IV) с 1335.
- Елизавета (Элишка) (27 марта 1323 — ?)